# Anomalía del cerio
La anomalía del cerio, en geoquímica, es el fenómeno por el cual la concentración de cerio (Ce) es inferior o superior en una roca en relación con la concentración de otros elementos de tierras raras (REE por sus siglas en inglés). Se dice que una anomalía de Ce es "negativa" si el Ce se encuentra en inferior cantidad con respecto de los otros REE y se dice que es "positiva" si Ce se enriquece en relación con los otros REE.

## Estados de oxidación del cerio
El cerio es un elemento de tierras raras (lantánido) caracterizado por dos estados redox diferentes: III y IV. A diferencia de otros elementos lantánidos, que son solo trivalentes (con la notable excepción de Eu2+), Ce3+ puede oxidarse por el oxígeno atmosférico (O2) a Ce4+ en condiciones alcalinas.
La anomalía del cerio se relaciona con la disminución de la solubilidad, que acompaña a la oxidación de Ce(III) a Ce(IV). En condiciones reductoras, Ce3+ es relativamente soluble, mientras que en condiciones oxidantes precipita CeO2. Los sedimentos depositados en condiciones óxicas o anóxicas pueden conservar a largo plazo la firma geoquímica de Ce3+ o Ce4+ con la reserva de que ninguna transformación diagenética temprana la alteró.

## Anomalías de cerio en circón

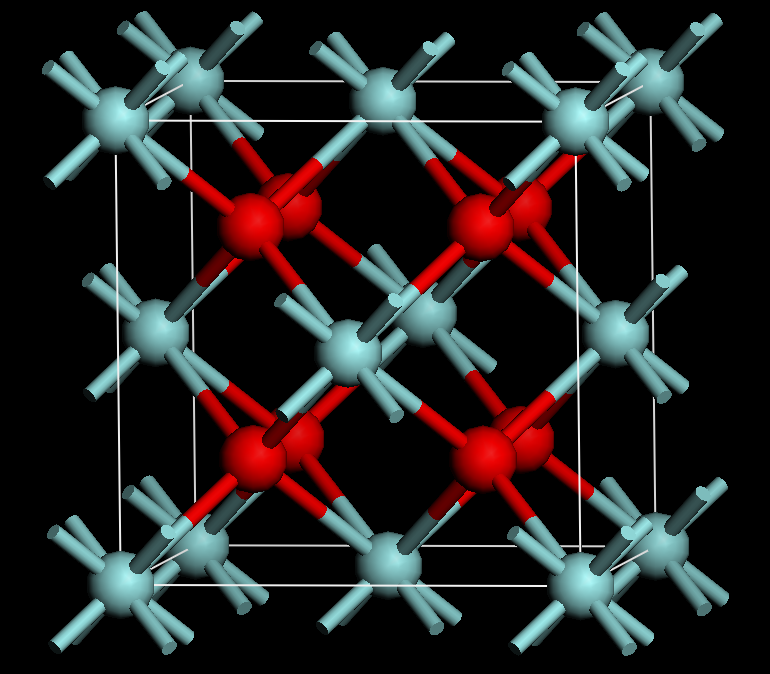
Estructura cristalina de Ceria-zirconia. Ce^{4+} tiene la misma carga y un radio iónico similar que Ze^{4+}, lo que da como resultado una sustitución elemental y, por lo tanto, una anomalía de cerio positiva.

El circón (ZrSiO4) se encuentra comúnmente en rocas ígneas félsicas. Debido a que tanto el Ce3+ como el Ce4+ pueden sustituir al zirconio, el zircón a menudo tiene una anomalía de Ce positiva. Ce4+ se sustituye por Zr mucho más fácilmente que Ce3+ porque Ce4+ (radio iónico 0,97Å) tiene la misma carga y un radio iónico similar al Zr4+ (radio iónico 0,84Å). Por lo tanto, el estado de oxidación del magma es lo que determina la anomalía Ce en Zircón. Si la fugacidad del oxígeno es alta, más Ce3+ se oxidará a Ce4+ y creará una anomalía de Ce positiva más grande en la estructura de circón. A niveles más bajos de fugacidad de oxígeno, el nivel de anomalía de Ce también será menor.

## Anomalías de cerio en el carbón

### Anomalías negativas de cerio
El cerio en el carbón suele ser débilmente negativo, lo que significa que está presente en concentraciones ligeramente más bajas que los otros elementos de tierras raras. Las anomalías de cerio en el carbón están influenciadas por la región de origen del sedimento. El carbón extraído de regiones máficas dominadas por basaltos, como la ubicación de la mina Xinde en China, no tiene una anomalía Ce. Por el contrario, el carbón extraído en regiones de rocas félsicas, como Guxu Coalfield en China, tiene anomalías Ce débilmente negativas. Las anomalías negativas de Ce también se pueden atribuir a la meteorización y oxidación de la región minera del carbón. Durante la oxidación, el Ce3+ precipita como CeO2, dejando menos Ce en el carbón.

### Anomalías positivas de cerio
Si bien las anomalías de cerio en el carbón suelen ser negativas, rara vez también pueden ser positivas. Esto puede ocurrir durante las erupciones volcánicas cuando la ceniza volcánica se desgasta en tobas máficas con anomalías Ce positivas. El depósito Pavlovka en el Lejano Oriente de Rusia tiene grandes anomalías positivas de Ce en sus minerales de oxihidróxido de Fe-Mn. Debido a que el cerio es uno de los dos únicos REE que pueden obtener un número de oxidación de +4, el Ce4+ se absorbe en óxidos de Mn(IV) en lugar de otros REE y esto da como resultado una anomalía de Ce positiva.